# Hammaptera gazapina
Hammaptera gazapina là một loài bướm đêm trong họ Geometridae.